# Mabuya carvalhoi
Mabuya carvalhoi är en ödleart som beskrevs av  Reboucas-spieker och VANZOLINI 1990. Mabuya carvalhoi ingår i släktet Mabuya och familjen skinkar. IUCN kategoriserar arten globalt som livskraftig. Inga underarter finns listade i Catalogue of Life.